# معاداة السنة

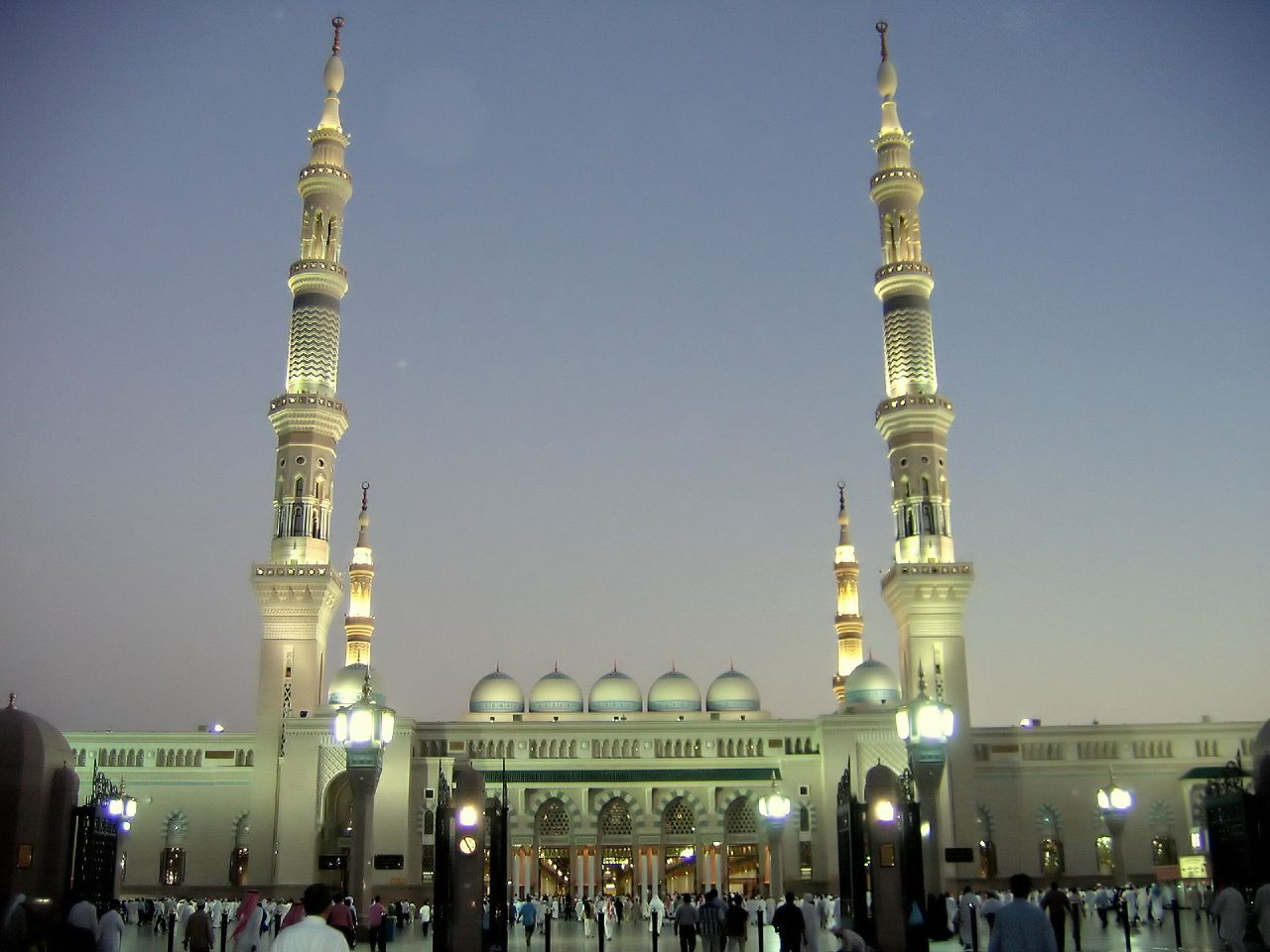
المسجد النبوي في المدينة المنورة بالمملكة العربية السعودية، حيث دُفن النبي الإسلامي محمد والخليفة أبو بكر والخليفة عمر، من أقدس الأماكن في الإسلام السني.

معاداة السنة هي كراهية، تحامل، تمييز، اضطهاد، وعنف ضد المسلمين السنة. بدلًا من ذلك، تم وصفها أيضًا باسم «رهاب السنة» (سنيفوبيا) وهو «الخوف أو الكراهية من طائفة السنة والسنة» مصطلح «الوهابي» كثيرًا ما يستخدم لسمعة المسلمين السنة المشوهة.

## الحرب على بلاغة الإرهاب
نواب صفوي، الباحث الشيعي، كثيرًا ما التقى بسيد قطب، ودربه على كيفية تكفير الناس في مصر، حتى تتسلل الفوضى إلى الداخل وتضمن سهولة تصدير الثورة الشيعية.
كان محمد بن عبد الوهاب مصلحًا مسلمًا سنيًا في القرن 18 في شبه الجزيرة العربية. اعتبره رجال الدين في الدولة العثمانية هو وأنصاره زنادقة ومرتدين. وقد أطلق عليهم المصطلح «الوهابي». اعتادت الإمبراطورية البريطانية أيضًا على الاضطهاد العشوائي لعلماء السنة المناهضين للاستعمار في «المحاكمات الوهابية الكبرى» مستشهدة بـ «مؤامرة وهابية»
أن تكون وهابيًا يعد جريمة في روسيا رسميًا. في الديكتاتوريات الروسية في آسيا الوسطى، يستخدم مصطلح «الوهابي» للإشارة إلى أي نشاط ديني غير مصرح به. نتيجة لذلك، فإن أي مسلم سني، سواء كان تجديديًا، محافظًا، سياسيًا، أو غير سياسي، هو هدف محتمل.
رداً على تفجيرات 11 أيلول (سبتمبر) على مركز التجارة العالمي، أطلقت الولايات المتحدة وحلفاؤها سياسة لجهود غير مسبوقة لمكافحة الإرهاب على نطاق دولي أطلق عليها اسم الحرب على الإرهاب. وتميزت بالكلمات التالية: «إما أن تكون معنا أو ضدنا».
وقد تم التشكيك في هذا النهج وكذلك الغرض من الحرب على الإرهاب. كما اتُهمت بالتحريض على أشكال مختلفة من الإسلاموفوبيا على نطاق عالمي.
لقد تم تبني خطاب «الحرب على الإرهاب» من قبل أنظمة سلطوية أخرى. كثيرًا ما تذرع إسرائيل، روسيا، الصين، إلخ. بوصمة «الوهابية» على المسلمين السنة. استخدمت الصين هذا الخطاب في الإبادة الجماعية للأويغور. استخدمت روسيا «الحرب على الإرهاب» خاصتها في الحرب الشيشانية الثانية، والتمرد في شمال القوقاز، وحاليًا في الحرب الروسية في سوريا.
في تطورٍ طائفيٍ، تم تحويل خطاب الحرب على الإرهاب أيضًا إلى سلاح من قبل جمهورية إيران الإسلامية التي تتبع التفسير الخميني للإسلام، حتى أنها تتعاون بشكل وثيق مع الولايات المتحدة الأمريكية بشكل متكرر خلال بداية الحرب على أفغانستان. عادة ما يلجأ المسؤولون الإيرانيون إلى تسمية «الوهابية» لتعزيز سياسات الهوية الطائفية في المنطقة. حتى قبل الحرب على الإرهاب، كان القادة الإيرانيون مثل آية الله الخميني ورفسنجاني قد تذرعوا بالوصم الوهابي الذي يصف السنة بأنهم «زنادقة» لإثارة رهاب السنة ولإيران في سياسة تصدير ثورتها الإسلامية. بعد الحرب على الإرهاب، أدركت أن مؤامرة وهابية متخيلة حلت محل أمريكا باعتبارها الشيطان الأكبر لإيران. تم الكشف عن ذلك من خلال تصريحات قاسم سليماني، القائد السابق للحرس الثوري الإيراني الذي وصف «الوهابية» ذات الجذور اليهودية. ووصف الأمين العام لحزب الله، حسن نصر الله، «الوهابية» بأنها «أكثر شرًا من إسرائيل» بالإضافة إلى «الشيعة البريطانيين» التي ندد بها باعتبارها «تهديدًا أكبر من الوهابية والصهيونية». بلهجة أكثر استفزازية، كتب وزير الخارجية الإيراني جواد ظريف مقالًا مثيرًا للجدل في صحيفة نيويورك تايمز بعنوان «دعونا نتخلص من عالم الوهابية» حيث وصف الوهابية بأنها «انحراف ديني» و«عبادة الموت» التي «أحدثت الخراب» ويصنف كل جماعة إرهابية تقريبًا بـ«الوهابية».

## اضطهاد تاريخي

### الفترة الصفوية
ردًا على نمو الإسلام السني، قتلت السلالة الصفوية العديد من السنة، وحاولت تحويلهم إلى الشيعة، وأحرق الشاه الصفويون العديد من مدافن الأولياء السنة، كما تم احتلال الدول السنية. كما يسبون الخلفاء الثلاثة الأوائل للمسلمين السنة.
- فرض التشيع على أنه دين الدولة والدين الإلزامي للأمة بأكملها والكثير من التحول القسري للصوفيين الإيرانيين السنيين إلى التشيع.[44][45][46]
- أعاد تقديم الصدر - وهو مكتب كان مسؤولاً عن الإشراف على المؤسسات الدينية والأوقاف. بهدف تحويل إيران إلى دولة شيعية، تم تكليف الصدر أيضًا بمهمة نشر العقيدة الإثنا عشرية.[47]
- دمر مساجد السنة. وقد لاحظ ذلك أيضًا تومي پيريس، السفير الپرتغالي في الصين الذي زار إيران في 1511-1512، والذي دوّن عند الإشارة إلى إسماعيل: «هو (أي إسماعيل) يصلح كنائسنا، ويهدم منازل جميع الموريين الذين يتبعون (سنة) محمد...»[48]
- قام بفرض الطقوس واللعن الإجباري للخلفاء السُنة الثلاثة الأوائل (أبو بكر، عمر، وعثمان) كمغتصبين، من جميع المساجد، وحل الطرق السنية والاستيلاء على أصولهم، واستخدم رعاية الدولة لتطوير الأضرحة والمؤسسات والفنون الدينية الشيعية. استورد العلماء الشيعة ليحلوا محل علماء السنة.[42][43][49]
- قتل السنة ودمر ودنس قبورهم ومساجدهم. دفع هذا السلطان العثماني بايزيد الثاني (الذي هنأ إسماعيل في البداية على انتصاراته) إلى تقديم النصح والمطالبة للعاهل الشاب (بطريقة «أبوية») لوقف الأعمال المعادية للسنة. ومع ذلك، كان إسماعيل معاديًا للسنة بشدة، وتجاهل تحذير السلطان، واستمر في نشر المذهب الشيعي بحد السيف.[50][51]
- لقد اضطهد وسجن ونفي وأعدم السنة المقاومين بعناد.[52][53]
- مع تأسيس الحكم الصفوي، كان هناك عطلة صاخبة للغاية وملونة، تشبه الكرنفال تقريبًا في 26 ذي الحجة (أو بدلاً من ذلك، 9 ربيع الأول) للاحتفال باغتيال الخليفة عمر. كان أبرز ما في ذلك اليوم هو صنع دمية لعمر ليتم شتمها، إهانتها، وإحراقها في النهاية. ومع ذلك، مع تحسن العلاقات بين إيران والدول السنية، لم يعد يتم الاحتفال بالعطلة (رسميًا على الأقل).[54]
- في عام 1501، دعا إسماعيل جميع الشيعة الذين يعيشون خارج إيران للمجيء إلى إيران والتأكد من حمايتهم من الأغلبية السنية.[55]

## الاضطهاد الحديث

### العراق
يُزعم أن الحكومة العراقية، التي تم تنصيبها بعد غزو العراق عام 2003، مسؤولة عن التمييز المنهجي للمسلمين السنة في البيروقراطية، السياسة، الجيش، الشرطة، فضلاً عن مزاعم عن ذبح السجناء المسلمين السنة بطريقة طائفية. قُتل العديد من السنة في أعقاب تفجير مسجد العسكري عام 2006 خلال الحرب الأهلية العراقية.

#### مجزرة بروانة
يُزعم أن المذبحة ارتكبها مسلحون شيعة، انتقامًا لفظائع داعش، في قرية بروانة السنية، مما أسفر عن مقتل 70 صبيًا ورجلًا.

#### مجزرة حي الجهاد
في 9 تموز (يوليو) 2006، في منطقة حي الجهاد ببغداد، عاصمة العراق. قُتل ما يقدر بنحو 40 مدنيًا سنيًا في هجمات انتقامية يُزعم أنها نفذتها ميليشيات شيعية من جيش المهدي.

#### مجزرة مسجد مصعب بن عمير
في 22 آب (أغسطس) 2014، قتل مسلحون شيعة ما لا يقل عن 73 شخصًا في هجوم على مسجد مصعب بن عمير السني في قرية الإمام وايس في العراق، ووقع الهجوم أثناء صلاة الجمعة، حيث كان العديد من السنة يحضرون الصلاة. وفي وقت الهجوم، كان هناك حوالي 150 مصليًا في المسجد. وتبين فيما بعد أن المسلحين غير مذنبين.

### الولايات المتحدة الأميريكية

#### مجزرة المسلمين الحنفيين 1973
وقعت مذبحة المسلمين الحنفيين عام 1973 بعد ظهر يوم 18 كانون الثاني (يناير) 1973، عندما قُتل شخصان بالغان وطفل بالرصاص. وغرق 4 أطفال آخرين تتراوح أعمارهم بين 9 و10. وأصيب اثنان آخران بجروح خطيرة. ووقعت جرائم القتل في منزل كان عنوانه 7700 شارع ن.و. 16، واشنطن العاصمة، اشترته مجموعة من المسلمين الحنفيين حيث كانوا قد أطلقوا عليه اسم «نادي البندقية والمسدس الإسلامي الحنفي».